# Gersemia antarctica
Gersemia antarctica is een zachte koraalsoort uit de familie Nephtheidae. De koraalsoort komt uit het geslacht Gersemia. Gersemia antarctica werd in 1902 voor het eerst wetenschappelijk beschreven door Kükenthal. 